# كويم كوستا
كويم كوستا (بالإسبانية: Joaquim Costa)‏ هو لاعب كرة سلة محترف إسباني سابق تحول إلى التدريب بعد الاعتزال. مثل منتخب إسبانيا لكرة السلة في 71 مباراة. لعب مع نادي برشلونة لكرة السلة. فاز بالدوري الإسباني لكرة السلة خمس مرات.

## روابط خارجية
- كويم كوستا على موقع الاتحاد الدولي لكرة السلة (الإنجليزية)
- كويم كوستا على موقع الدوري الإسباني لكرة السلة (الإسبانية)
- كويم كوستا على موقع بروبوليرز (الإنجليزية)
- كويم كوستا على موقع سبورتس رفرنس (الإنجليزية)